# 경기전 일월오봉도
경기전 일월오봉도(慶基殿 日月五峰圖)는 대한민국 전북특별자치도 전주시 완산구 풍남동, 경기전 경내 어진박물관에 있는 조선시대의 그림이다. 2017년 3월 31일 전라북도의 유형문화재 제244호로 지정되었다.

## 개요
경기전 일월오봉도 병풍은 조선 태조의 어진을 봉안한 당가 내부에 어진과 함께 배치되었던 병풍으로 왕실미술의 대표적 예이다. 이 작품은 1872년에 어진과 함께 제작되었음이 문헌으로 뒷받침되어 제작시기와 용도를 알 수 있는 현존 유일의 일월오봉도로 중요한 사료적 가치가 있다.

## 같이 보기
- 전주 경기전 정전

## 참고 자료
- 경기전 일월오봉도 - 국가유산청 국가유산포털